# Saint-Phal
Saint-Phal – miejscowość i gmina we Francji, w regionie Grand Est, w departamencie Aube. Nazwa miejscowości pochodzi od imienia św. Fidola.
Według danych na rok 1990 gminę zamieszkiwało 467 osób, a gęstość zaludnienia wynosiła 14 osób/km².